# Microphysoidea
Super-famille
Les Microphysoidea sont une super-famille d'insectes hétéroptères (punaises), de l'infra-ordre des Cimicomorphes. Elle comprend deux familles, les Microphysidae et les Joppeicidae.

## Systématique
Cette super-famille a été créée pour contenir les Microphysidae, notamment chez Schuh et Stys (1991), bien que certains sites continuent à placer celle-ci dans les super-familles des Cimicoidea (NCBI (23 mai 2022)) ou des Miroidea (BioLib (23 mai 2022), Fauna Europaea (23 mai 2022)).
On y place maintenant également Joppeicus paradoxus, seule espèce de la famille monotypique des Joppeicidae (Weirauch et al. 2018), qui a été, depuis sa découverte, placée dans plusieurs familles puis super-familles. Ces deux familles ont en commun un premier segment du rostre court, et la réduction des aires évaporatoires associées aux glandes odorifères métathoraciques.
La systématique supra-familiale semble s'éclaircir. Si son placement dans l'infra-ordre des Cimicomorpha n'est plus contesté, sa position à l'intérieur de l'infra-ordre et ses relations phylogénétiques avec les autres groupes qui le composent ont mis du temps à être tranchées. Il semble qu'elle fasse partie d'un clade monophylétique appelé « CMN », pour Cimicoidea + Microphysoidea + Naboidea, équivalent aux Cimiciformes de Schuh et al. 2009, un groupe de punaises presque exclusivement prédatrices, à quelques exceptions près, et qui se situe entre les Reduvioidea, le groupe basal des Cimicomorpha, et les Miroidea, apparus plus tardivement. De Moya et al. (2019) estiment que cette relation doit encore être confirmée.

### Liste des familles
Selon ITIS (23 mai 2022) :
- famille Microphysidae Dohrn, 1859

à laquelle Weirauch et al. (2018) ajoutent
- famille Joppeicidae Puton, 1881.